# Intimrakning

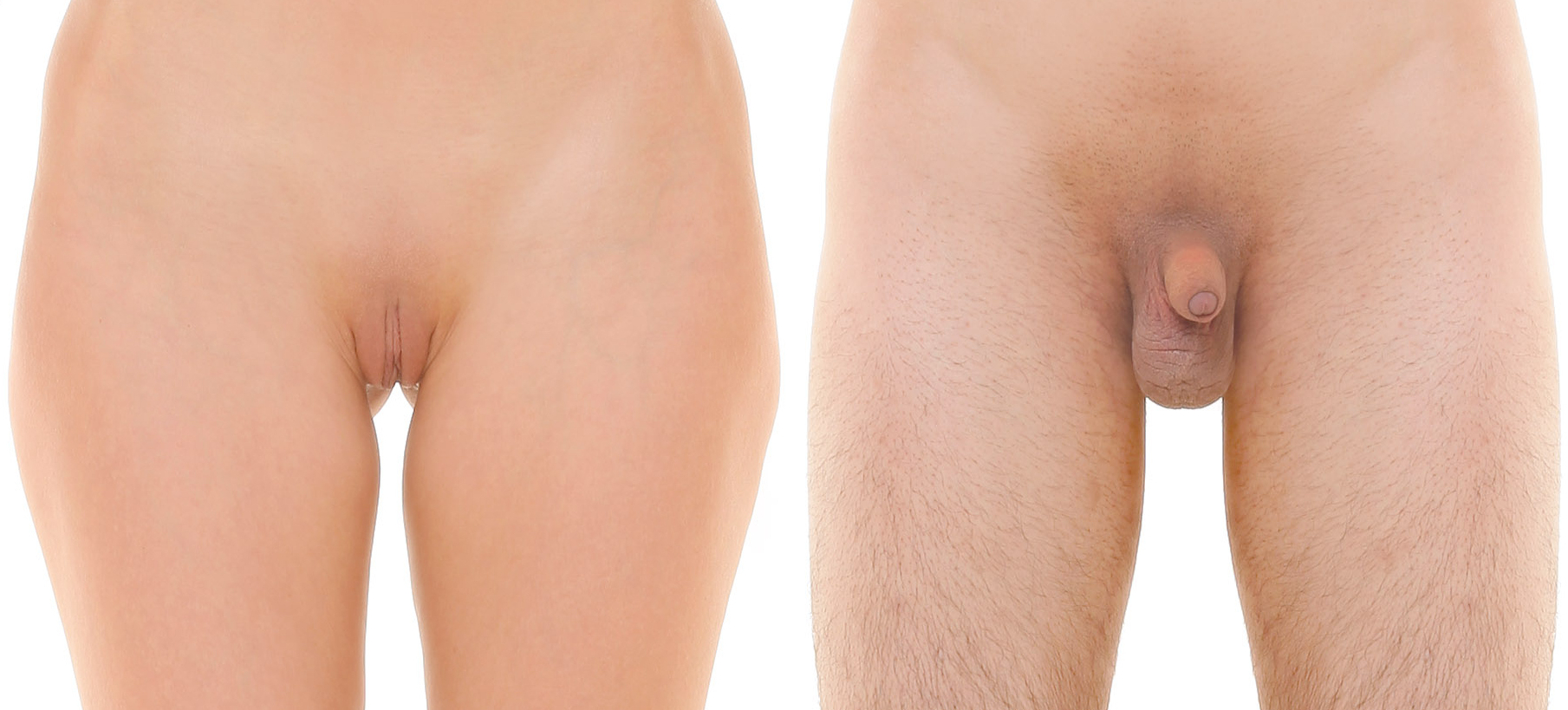
Intimrakad kvinna och man.

Intimrakning innebär att man rakar bort könshår från området runt könsorganen. Man kan välja att raka bort en del, såsom utanför bikinilinjen eller badbyxlinjen, raka bort allt eller att avstå intimrakning.
Intimrakning är en trend som gått i perioder. Det har funnits förutfattade meningar om att könshår och annat kropps- och ansiktshår är okvinnligt, samtidigt som rakningen ansetts mer valfri bland män. En vanlig missuppfattning, särskilt bland yngre, är att könshår skulle vara ohygieniskt eller onaturligt. I själva verket är det tvärtom. Både män och kvinnor får från puberteten olika mycket könsbehåring. Det är ofta kraftigare strån än på andra delar av kroppen, och färgen kan skilja sig från håret på huvudet. Könshåret skyddar könsorganet och huden mot skador och inflammationer.
Om man väljer att raka könshåret med rakhyvel kan man få röda prickar på huden. Det är en följd av att det yttersta hudlagret, som skyddar mot bakterier, skadats. Det kan också leda till infektioner. Det är viktigt att huden är fuktig vid rakning och att raklödder eller rakgel används tillsammans med rakhyveln. Det är även viktigt att inte trycka för hårt med hyveln. Vid besvär med hudirritation bör man vänta med rakning. Efter rakningen bör man bära löst sittande kläder av naturmaterial. Rakningen förändrar inte kvalitén eller utväxthastigheten på könshåret. Den stickiga och kliande känslan av nyutväxt hår försvinner när håret blir längre. Andra sätt att avlägsna könshår är med hjälp av rakapparat, sax, epilator, laser, hårborttagningskräm, vaxning (exempelvis brasiliansk vaxning) och att rycka hårstrån med pincett.
Vissa väljer att lämna kvar en del könshår i en viss formation som en frisyr, exemelvis en landningsbana (en lodrät sträng), en tofs (lite samlat hår ovanför könsorganet), ett martiniglas (en trekant) eller en hjärtformation. Ett hårigt kön kallas ibland naturligt. En helrakad pung kallas ibland porrpung.
I pornografiska filmer är det vanligt förekommande med rakade kön. Att ha en sexuell preferens för rakade kön kallas på engelska acomoclitism, ett ord som har skapats från gammalgrekiska ordstammar (från grekiskans κομη = hår, negationsprefix α-, och κλιτικος = att ha en läggning åt, från κλινειν = att luta, κλιτυς = sluttning). Någon belagd svensk term finns inte.